# Ли, Фонда
Фонда Ли (род. 10 марта 1979, Калгари, Альберта) — канадско-американская писательница, пишущая преимущественно в жанре спекулятивной фантастики. Наиболее известна как автор «Саги Зелёной Кости», первый роман саги, «Нефритовый город», получил Всемирную премию фэнтези 2018 года и была названа журналом Time одной из 100 лучших книг фэнтези всех времен. «Сага Зелёной кости» также вошла в список NPR «50 любимых научно-фантастических и фэнтезийных книг последнего десятилетия».

## Биография
Ли родилась и выросла в Калгари, в настоящее время проживает в Портленде. Окончила Стэнфордский университет, где получила степень MBA. Прежде чем стать писателем, работала корпоративным стратегом. Ли — мастер боевых искусств и получила чёрные пояса по каратэ и кунг-фу.
Дебютный научно-фантастический роман Ли для подростков «Zeroboxer» был опубликован издательством Flux Books и в 2016 году был номинирован на премию Андре Нортон. Роман получил положительные отзывы от Publishers Weekly и Kirkus Reviews, которые назвали его «первоклассной научной фантастикой, а также отличным спортивным романом».
Серия Ли «Экзо» для подростков была опубликована издательством Scholastic в 2017 году с первым томом «Экзо», который был хорошо принят критиками, номинирован на премию имени Андре Нортон в 2017 году и получил премию «Aurora Award for Best YA Novel» в 2018 году. Второй том, Cross Fire, был опубликован в 2018 году, номинирован на премию «Локус» за лучший роман для подростков в 2019 году и получил премию «Аврора» за лучший роман для подростков в 2019 году.
Рассказ «Old Souls», опубликованный в 2017 году в журнале Where the Stars Rise: Asian Science Fiction & Fantasy, был номинирован на премию Aurora Award 2018 года за лучший фантастический рассказ и World Fantasy Award 2018 года за лучший фантастический рассказ. Её рассказ 2020 года «Я (28М) создал дипфейковую девушку, и теперь мои родители считают, что мы должны пожениться» был номинирован на премию «Локус» 2020 года за лучший рассказ.
Её роман «Нефритовый город», первая часть «Саги Зелёной Кости», был опубликован издательством Orbit Books в 2017 году и получил признание критиков.. «Нефритовый город» получил Всемирную премию фэнтези 2018 года и премию «Аврора» за лучший роман, а также был номинирован на премии «Небьюла» за лучший роман 2018 года и «Локус» за лучший фантастический роман 2018 года. «Нефритовый город» был включён в список «Лучшие книги фэнтези всех времён» по версии журнала Time. Второй том серии, «Нефритовая война», опубликованный в 2019 году, получил положительные рецензии от Publishers Weekly и Kirkus Reviews и был номинирован на премии «Локус», Dragon Award, Aurora Award и Ignyte Award. Заключительный третий том серии, «Нефритовое наследие», был опубликован в 2021 году и также получил признание читателей и критиков, получив премию «Локус» за лучший фантастический роман в 2022 году и премию «Аврора» за лучший роман в 2022 году, а также номинацию на Dragon Award за лучший роман. Серия «Сага Зелёной кости» в целом также заслужила похвалу, получив номинацию на премию «Хьюго» за лучший цикл книг и попав в список NPR «50 любимых научно-фантастических и фэнтезийных книг последнего десятилетия». В 2022 году издательство Subterranean Press опубликовало отдельную новеллу Ли, действие которой происходит до событий «Саги Зелёной кости», под названием The Jade Setter of Janloon.
В 2020 году было объявлено, что на студии Peacock разрабатывается телесериал по мотивам Нефритового города, а Ли выступает в качестве консультанта-продюсера. В июле 2022 года было объявлено, что Peacock отменил проект, но Ли поделилась в Twitter, что команда ищет другую компанию, которая возьмется за экранизацию.
Новая фантастическая новелла Ли «Непривязанное небо» была опубликована на сайте Tor.com в апреле 2023 года.
В декабре 2022 года Ли объявила о сотрудничестве с Шеннон Ли, дочерью покойного актёра и мастера боевых искусств Брюса Ли, над серией молодежных фэнтези-романов, вдохновлённых произведениями Брюса Ли, под названием «Хранитель свитка». Первая книга будет опубликована в январе 2025 года.
В марте 2023 года издательство Orbit Books объявило, что приобрело права на роман Фонды Ли «Последний контракт Исако», который описывают как «киберпанк-самурайская космическая опера», издание которого запланирован на зиму 2025 года.